# Стяжкіна Олена Вікторівна
Олена Вікторівна Стяжкіна (* 25 лютого 1968, Донецьк)  — українська письменниця, публіцистка, доктор історичних наук, професор історії. Старша наукова співробітниця відділу історії України другої половини XX ст. Інституту історії України НАН України, у минулому професор кафедри історії слов'ян Донецького національного університету імені Василя Стуса. Засновниця громадського руху «Деокупація. Повернення. Освіта».

## Освіта та наукові ступені
- повна вища освіта з історії (Донецький державний університет,1990)
- аспірантура (Донецький державний університет, 1993)
- кандидат історичних наук; тема дослідження «Культурні процеси в Донбасі в 1960—1990 роки ХХ століття» (Донецький державний університет, 1996)
- доктор історичних наук; тема дослідження: «Жінки в історії української культури другої половини ХХ століття» (Донецький національний університет, 2003)
- Стажування: IWM Institut für die Wissenschaften vom Menschen (2016)

## Наукова діяльність
Розпочала свою наукову діяльність у 1993 році:
У 1993—2015 роках — професор кафедри історії слов'ян Донецького національного університету імені Василя Стуса.
2015—2016 роки — професор кафедри історичних дисциплін Маріупольського державного університету.
2016 рік (травень) — викладала гостьовий курс для магістрантів Національного університету «Києво-Могилянська академія».
Із 2016 року донині — старша наукова співробітниця відділу історії України другої половини XX ст. Інституту історії України НАН України.
Авторка понад дев'яноста наукових публікацій виданих як в Україні, так і за кордоном.

### Обрані наукові праці
- Жінки в історії української культури другої половини ХХ століття. — Донецьк: Східний видавничий дім, 2002. — 270 с.
- Людина в радянській провінції: освоєння (від)мови. — Донецьк: Ноулідж, 2013. — 295 с.[6][7]
- Жінки України в повсякденні окупації: фактори відмінності сценаріїв й досвідів. Гендерні дослідження, проект «Донбаські студії» / Фонд ІЗОЛЯЦІЯ. Платформа культурних ініціатив; Представництво Фонду імені Генріха Бьолля. — Київ, 2015. — С.68–83.
- Нескорені" Бориса Горбатова як джерело мистецтва історії та мистецтва кіно. Кінематографічна ревізія Донбасу / Упорядник: Стас Мензелевський. — Київ: Центр Олександра Довженка, 2015. — С.61-72.
- Годинник і календар у підрадянській Україні 1920–1930-х років: механізми привласнення часу і хронотопу — Народна творчість та етнологія. — 2016. — № 4. — С. 16-31.[8]
- Дискурс окупації як механізм осмислення російської агресії проти України // Нові сторінки історії Донбасу. — Збірник статей. Кн.25. — Вінниця, 2016. — С.71-99.[9]
- Стигма окупації: Радянські жінки у самобаченні 1940-х років. — Київ: Дух і Літера, 2019. — 384 с. — (Бібліотека спротиву, бібліотека надії).[10]

## Літературна творчість
«Моя мова — повільна, тягуча. Хай буде тягучою, як мед. Як пал південного вітру. Як молоко від корови. Як життя. Хіба я маю підбирати і прискорювати життя?»…
Література Олени Стяжкіної зростала від маленьких оповідань «про любов» до вбудування цієї любові у найважливіші питання сучасності — питання свободи, вибору, відповідальності, буття.

### Романи, проза
- Великое никогда (Донецк, 1993)
- Кухонный вальс (Донецк, 2003)
- Купите бублики: Повести, рассказы (М.: ОЛМА, 2006)[11]
- Ты посмотри на нее! (Киев: Факт, 2006)[12]
- Фактор Николь: Повести и рассказы (М.: АСТ, 2009)[13]
- Все так (М.: Астрель, 2012)[14]
- Один талант (М.: АСТ, 2014)[15]
- Журнальный зал. Елена Стяжкина. Список публикаций.[16]
- На языке Бога (Єгупець, 2016, випуск 25)[17]
  - (переклад українською) Мовою Бога. Пер. з рос. Катерини Сінченко (Київ: Дух і Літера, 2016)[18]
- Розка (Харків: Фоліо, 2018)[19]
- Смерть лева Сесіла мала сенс (Львів: Видавництво Старого Лева, 2021)

### Публіцистика
- Прости, Россия, и я прощаю (2 березня 2014)[20]
- Країна. Війна. Любов: Донецький щоденник, уривки, Критика, ч. 1—2 (2015)[21]
- 2014: Хроника года. Блоги. Колонки. Дневники / Юрий Винничук, Евгений Гендин, Марк Гордиенко, Сергей Жадан, Александр Кабанов, Андрей Курков, Елена Стяжкина. Харьков: Фолио, 2015[22]
- Часів Яр. Дідові й бабі (6 жовтня 2017)[23]
- Авторська колонка Deutsche Welle[24]
- Авторська колонка Тиждень.ua[25]
- Авторська колонка Новое Время.ua[26]

### Номінації та нагороди
- дипломантка міжнародного літературного конкурсу романів, п'єс, кіносценаріїв, пісенної лірики та творів для дітей «Коронація слова» 2000 року за український переклад роману «Придбайте бубликів» (Україна)[27]
- фіналістка літературної премії Івана Петровича Бєлкіна (повість року) 2012 року та лауреатка премії «Учительский Белкин» 2012 року за повість «Всё так» (Росія)[28][29]
- лауреатка російського літературного конкурсу «Русская премия» в номінації «мала проза» 2014 року за цикл повістей «Один талант» (Росія)[30]
- номінантка премії імені Василя Стуса Українського центру міжнародного PEN-клубу за особливий внесок в українську культуру та стійку громадянську позицію 2016 року (Україна)[31]

## Громадська діяльність
- відповідальна секретарка, потім головна редакторка наукового часопису «Нові сторінки історії Донбасу» (з 2000)[32]
- член редколегії наукової збірки «Історичні і політологічні дослідження»[33]
- член виконавчої ради Українського центру міжнародного PEN-клубу (з 2014)[34]
- член правління Української асоціації дослідників жіночої історії (з 2014)[35]
- член Української асоціації усної історії (з 2014)[36]
- засновниця громадського руху «Деокупація. Повернення. Освіта» (з 2014)
- співзасновниця інформаційного бюлетеню «Говорит Донбасс» (2014—2016)

### Публічні виступи
- Русская премия. Промова на врученні премії.(23 квітня 2014)
- До зустрічі в Донецьку!. TEDxKyiv. (10 грудня 2014)
- Про слова, їх небезпеки. Про стратегії слів. Про те, що таке «примирення» для України. Український католицький університет. (23 квітня 2015)
- Lviv Media Forum 2015. «Лекція Свободи». (2015)
- Про радянську людину… . UA: Першій. (7 вересня 2015)
- Нам легче не видеть людей, которые в Донецке ждут освобождения — так нас не мучает чувство вины. UKRLIFE.TV. (21 квітня 2016)
- Про декомунізацію. Відео академія документального серіалу. Декомунізація. UA. (21-23 квітня 2016)
- КультПроСвіт. Про деокупацію. (22 березня 2017)
- Про історичні травми. Аналітичний центр УКУ. (9 квітня 2019)
- Маємо бути менш наївними. Етика і війна. (15 лютого 2020)

## Громадська позиція
У квітні 2014 року письменниця з Донецька Олена Стяжкіна отримала в Москві престижну літературну нагороду для російськомовних авторів, які живуть за межами Росії. Приймаючи нагороду, вона висловила свою безкомпромісну позицію, заявивши зі сцени про свою любов до України та підкресливши, що «російська мова не потребує військового захисту». Крім того, вона зазначила, що «вбити Україну ні на сході, ні на півдні нікому не вдасться».
Через кілька тижнів після цього Стяжкіна переїхала з окупованого Донецька до Києва. Її виступи на інтелектуальних та дискусійних платформах збирають великі аудиторії, інтерв'ю з нею цитують, а її думка має значний вплив.